# پرلبرگ
شهر پرلبرگ (به آلمانی: Perleberg) در ایالت برندنبورگ در کشور آلمان واقع شده‌است.